# Frank McGarvey
Francis Peter McGarvey (Glasgow, Escocia; 17 de marzo de 1956 - 1 de enero de 2023), apodado Frank, fue un futbolista y entrenador de fútbol de Escocia que jugaba en la posición de delantero. Jugó principalmente para el Celtic de Glasgow y el St. Mirren. También jugó en siete partidos para la Selección Nacional de Escocia.

## Carrera
Francis Peter McGarvey nació en Glasgow. Fue contratado desde Colston YC por Kilsyth Rangers para el comienzo de la temporada 1974–75. Terminó la temporada como máximo goleador, con 21 goles.[2] Fue fichado por Alex Ferguson para St Mirren después de un aviso de Willie Thornton, el exjugador y asistente del entrenador de los Rangers. Hizo su debut con el St Mirren el 26 de abril de 1975 y pronto se convirtió en titular del primer equipo, anotando 17 veces en la temporada 1976–77 y ayudando al club a ganar la Primera División escocesa. [3]
El tipo de juego de McGarvey atrajo la atención de Bob Paisley y en mayo de 1979, McGarvey fichó por el Liverpool por 270.000 libras esterlinas. Su paso por el club duró diez meses. Al no poder irrumpir en el primer equipo, buscó un traspaso. El Liverpool aceptó una oferta de 270.000 libras esterlinas del Celtic en marzo de 1980 y durante un breve período, McGarvey se convirtió en el futbolista más caro de Escocia.[4]
McGarvey jugó 245 veces con el Celtic durante cinco años, anotando 113 goles. En ese tiempo ganó dos Campeonatos de Liga, dos Copas de Escocia y una Copa de la Liga de Escocia. Sin embargo, el entrenador del Celtic, David Hay, había decidido que Mo Johnston y Brian McClair serían sus delanteros preferidos para la temporada 1985–86 y decidió no ofrecer una extensión de contrato a McGarvey. En su último partido con el Celtic, marcó el gol de la victoria a seis minutos del final de la final de la Copa de Escocia de 1985.[5]
En junio de 1985, McGarvey se reincorporó a St Mirren por 80.000 libras esterlinas. Dos años más tarde, ganó una tercera Copa de Escocia con ellos. En total jugó 387 veces con el St Mirren, anotando 125 goles. Más adelante en su carrera, McGarvey tuvo actuaciones con el club Queen of the South de Dumfries (donde fue jugador-entrenador), Clyde (con quien ganó un título de Campeonato de Segunda División a la edad de 37 años)[6] antes de jugar en el fútbol juvenil con Shotts Bon Accord y Troon.[5]
Habiéndose retirado del juego antes de que los futbolistas comenzaran a ganar salarios altos (señaló que "se llevó a casa £ 190 a la semana después de impuestos" mientras jugaba para el Celtic),[7] McGarvey luego trabajó como carpintero en Escocia.
En 2008, McGarvey escribió una autobiografía, Totally Frank, en la que describió los altibajos de su carrera y reveló cómo superó una adicción al juego de larga data.[8]
En 2009, el Celtic se enfrentó al Rapid Viena de Austria en una eliminatoria de la Europa League, 25 años después de un controvertido partido de la Recopa de Europa en el Celtic Park, cuando un jugador del Rapid Viena afirmó haber sido golpeado por una botella lanzada por un aficionado del Celtic. El Celtic estaba a la cabeza, pero la UEFA ordenó que se repitiera el partido en un lugar neutral y el equipo austriaco finalmente ganó la revancha en Old Trafford, Mánchester. McGarvey generó controversia entre los funcionarios y fanáticos del Rapid Vienna al instar al club a disculparse por lo que calificó como "totalmente irrespetuoso" y un "nido de avispas" en la forma en que sus fanáticos se comportaron de una manera que provocó la cancelación del juego con la esperanza de poder pasar a la siguiente fase de la competición.[9]

## Vida personal y muerte
En octubre de 2022, la familia de McGarvey anunció que le habían diagnosticado cáncer de páncreas.[10] Murió el 1 de enero de 2023, a la edad de 66 años, y su hijo confirmó la noticia en las redes sociales.[11]

### Club
| Periodo   | Club                  |
| --------- | --------------------- |
| 1975–1979 | St Mirren FC          |
| 1979–1980 | Liverpool FC          |
| 1980–1985 | Celtic FC             |
| 1985–1990 | St Mirren FC          |
| 1990–1991 | Queen of the South FC |
| 1991–1993 | Clyde FC              |
| 1993–1995 | Shotts Bon Accord FC  |
| 1997–1998 | Troon FC              |

### Selección nacional
Entre 1979 y 1984 jugó para Escocia, con la que disputó siete partidos sin anotar goles.

### Entrenador
Dirigió al Queen of the South FC en la temporada de 1990/91.

## Logros

### Club
St Mirren
- Scottish First Division: 1976–77[5][6]
- Scottish Cup: 1986–87[5][6]

Liverpool
- The Central League: 1979–80[7]

Celtic
- Scottish Premier Division: 1980–81, 1981–82[5][8]
- Scottish Cup: 1979–80, 1984–85[5][9]
- Scottish League Cup: 1982–83[5][10]

Clyde
- Scottish Second Division: 1992–93[5][11]

Shotts Bon Accord
- Central Jr League Cup: 1994–95[12]

### Individual
- Goleador de la Primera División de Escocia en 1980/81.